# شوکت چوروه
شوکت چوروه (انگلیسی: Şevket Çoruh؛ زادهٔ ۳۰ ژوئن ۱۹۷۳) بازیگر گرجی تبار اهل ترکیه است. وی از سال ۱۹۹۶ میلادی تاکنون مشغول فعالیت بوده‌است.
از فیلم‌ها یا برنامه‌های تلویزیونی که وی در آن نقش داشته‌است می‌توان به داستانهای استانبول، عروس قرضی اشاره کرد.